# Sharon Corr
Sharon Helga Corr, MBE (Dundalk, Irlanda, 24 de marzo de 1970) es una violinista, cantante, compositora y miembro, junto con sus hermanos, del grupo The Corrs. Actualmente combina su carrera en solitario con The Corrs.

## Biografía
Sharon Helga Corr nació el 24 de marzo de 1970 y se crio junto a sus hermanos, Jim Corr, Caroline Corr y Andrea Corr en Dundalk (Leinster) Irlanda. Es la chica mayor del grupo y la encargada de tocar el violín a la vez que participa en los coros y, como sus hermanos, en las tareas de composición. Ha compuesto algunas de las canciones de mayor reconocimiento en el grupo, tales como Radio, Rebel Heart, Long Night, Goodbye o So Young, y ha coescrito con sus hermanos grandes éxitos como Runaway. También ha sido la intérprete solista en alguna de las canciones del grupo.
Estudió en el convento Dun Lugaidh Convent School, en Dundalk, junto a sus hermanas. También estudió francés durante cuatro años y alemán durante tres, y actualmente habla también español. Sharon aprendió a tocar el piano y la guitarra desde muy joven, su padre Gerry fue quien le enseñó. Empezó a tocar el violín a los 6 años gracias a la ayuda del cura del pueblo, el Padre McNally.
Desde el 2005 es miembro de la Orden del Imperio Británico.
Actualmente reside en Madrid.

### Carrera en solitario
Tras triunfar en todo el mundo con sus hermanos y recibir numerosos premios y reconocimientos, desde principios de 2009 trabajó en su primer disco en solitario, titulado Dream of You, compuesto por canciones propias, versiones de otros artistas e instrumentales irlandesas. Su primer sencillo, "It's Not A Dream", salió a la venta el 28 de agosto de 2009 en Irlanda y el 31 en Reino Unido, mientras que el álbum se editaría en septiembre de 2010 de la mano del sencillo "Everybody's Got To Learn Sometime", con un videoclip grabado en Andalucía, España.
En junio de 2009 participó en los festivales Isle Of Wight y Glastonbury en los que presentó algunas de sus nuevas canciones, repitiendo en el primero en 2011. Colabora con el cantante español Álex Ubago en la canción y videoclip Amarrado a ti, de Álex, y en Buenos Aires, de Sharon.
También ofreció dos giras internacionales de promoción desde 2010 hasta 2013, actuando el día de San Patricio de 2011 en Dubái. En 2012 y 2013 forma parte del jurado de la primera y segunda edición The Voice of Ireland ("La Voz") con gran repercusión mediática, y publica su segundo álbum en 2013 titulado "The Same Sun" cuyo título estuvo inspirado en un viaje a África.
En 2012 es nombrada por la revista VIP Magazine como la mujer más elegante de Irlanda. En 2015 retoma el grupo con sus hermanos con quienes publica dos nuevos álbumes. En 2021 edita un nuevo sencillo, The Fool And The Scorpion como antesala de su nuevo disco homónimo, publicado ese mismo año. En 2022 comienza su gira de presentación.

## Discografía

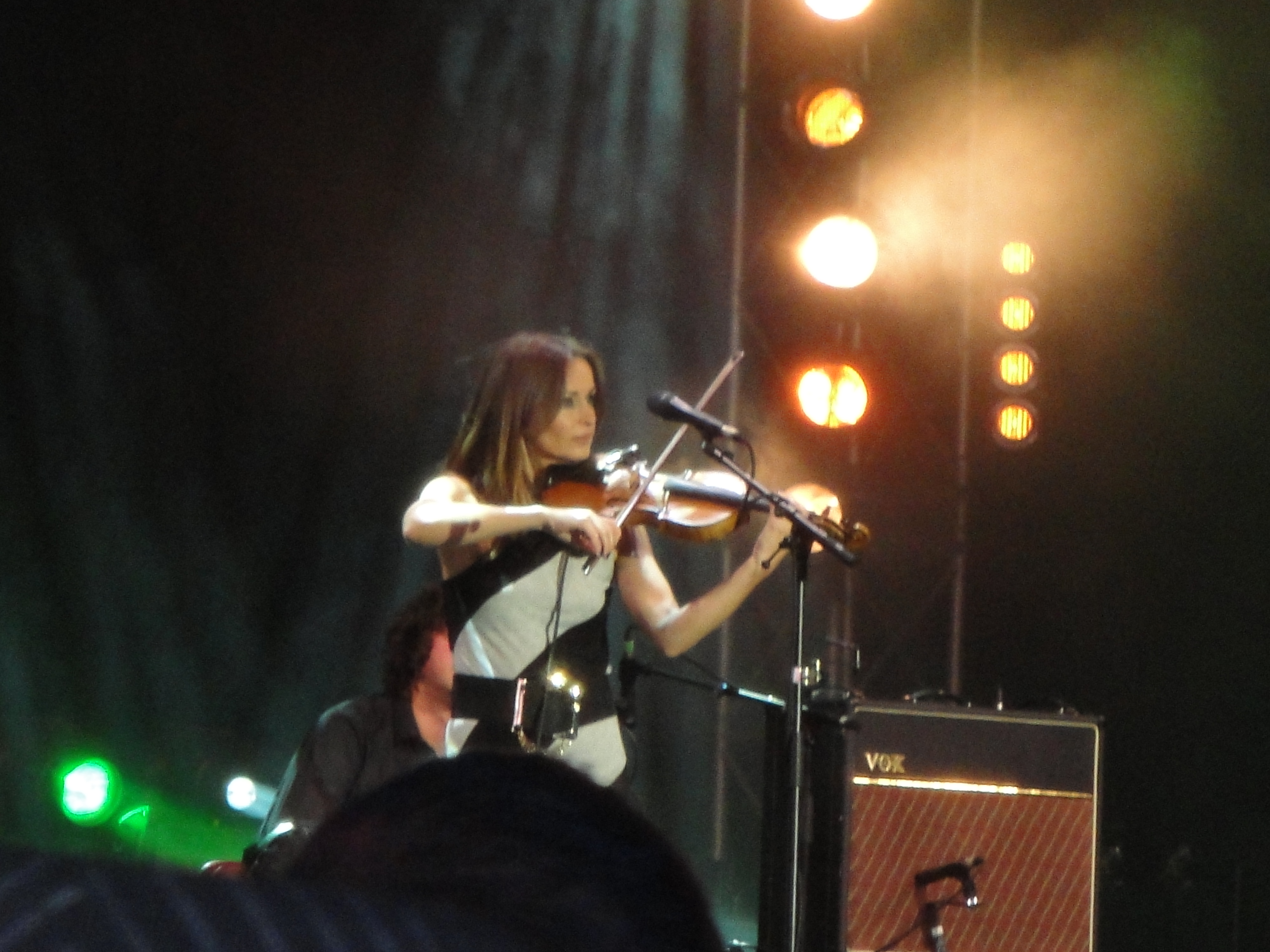
Sharon en Isle Of Wight Festival en 2011

### Con The Corrs
Álbumes de estudio
| - 1995: Forgiven, Not Forgotten - 1997: Talk On Corners - 2000: In Blue - 2004: Borrowed Heaven - 2005: Home - 2015: White Light - 2017: Jupiter Calling Recopilatorios \| - 2001: Best Of - 2006: Dreams: The Ultimate Corrs Collection \| |
| - 2001: Best Of - 2006: Dreams: The Ultimate Corrs Collection |

Directos y acústicos
| - 1996: Live - 1999: MTV Unplugged - 2002: VH1 Presents: The Corrs, Live In Dublin |

### Como solista
Álbumes de estudio
- Dream Of You (2010)
- The Same Sun (2013)
- The Fool and the Scorpion (2021)

Singles
- "It's Not a Dream" (2009)
- "Me and My Teddy Bear" (Navidad, 2009)
- "Everybody's Got to Learn Sometime" (2010)
- "So Long Ago" (2010)
- "Over It" (2011)
- "Take A Minute" (2013)
- "We Could Be Lovers" (2013)
- "The Fool and the Scorpion" (2021)
- "Freefall" (2021)

Giras
- Dream Of You Tour (2010-2013)

## Vida privada
Se casó en 2001 con Robert Gavin Bonnar, abogado de Irlanda del Norte, de quien era pareja desde hacía varios años. Tuvieron dos hijos. Vivieron en Belfast y posteriormente en Andorra. Una vez instalados en Madrid decidieron separarse en 2018, iniciando él una relación sentimental con Telma Ortiz, hermana de la reina Letizia Ortiz.